# Cirrhipathes sinensis
Cirrhipathes sinensis is een Antipathariasoort uit de familie van de Antipathidae. De wetenschappelijke naam van de soort is voor het eerst geldig gepubliceerd in 1984 door Zou & Zhou.